# Mistrovství Evropy v judu 2016 – ženy – pololehká váha (-52 kg)
Zápasy v judu na mistrovství Evropy v kategorii pololehkých vah žen proběhly v Kazani, 21. dubna 2016.

## Finále
| finále               |                      |
| -------------------- | -------------------- |
| Priscilla Gnetová    | Majlinda Kelmendiová |
| Majlinda Kelmendiová | Majlinda Kelmendiová |

## Opravy / O bronz
Poražení čtvrtfinalisté se utkávají mezi sebou v opravách. Vítězové oprav následně vyzvou poražené semifinalisty v boji o bronzovou medaili.
| opravy             | o bronz              |                  |
| ------------------ | -------------------- | ---------------- |
| Julija Ryžovová    | Julija Ryžovová      | Julija Ryžovová  |
| Jaana Sundbergová  | Julija Ryžovová      | Julija Ryžovová  |
|                    | Annabelle Euranieová | Julija Ryžovová  |
| Roni Švarcová      | Evelyne Tschoppová   | Andreea Chițuová |
| Evelyne Tschoppová | Evelyne Tschoppová   | Andreea Chițuová |
|                    | Andreea Chițuová     | Andreea Chițuová |

## Pavouk
|   | 1/32                  | 1/16                  | čtvrtfinále          | semifinále           | finále               |
| - | --------------------- | --------------------- | -------------------- | -------------------- | -------------------- |
| A | volný los             | Andreea Chițuová      | Andreea Chițuová     | Andreea Chițuová     | Priscilla Gnetová    |
| A | volný los             | Andreea Chițuová      | Andreea Chițuová     | Andreea Chițuová     | Priscilla Gnetová    |
| A | Laura Gómezová        | Laura Gómezová        | Andreea Chițuová     | Andreea Chițuová     | Priscilla Gnetová    |
| A | Distria Krasniqiová   | Laura Gómezová        | Andreea Chițuová     | Andreea Chițuová     | Priscilla Gnetová    |
| A | Gili Kohenová         | Julija Ryžovová       | Julija Ryžovová      | Andreea Chițuová     | Priscilla Gnetová    |
| A | Julija Ryžovová       | Julija Ryžovová       | Julija Ryžovová      | Andreea Chițuová     | Priscilla Gnetová    |
| A | Mirijam Džanašviliová | Katinka Szabóová      | Julija Ryžovová      | Andreea Chițuová     | Priscilla Gnetová    |
| A | Katinka Szabóová      | Katinka Szabóová      | Julija Ryžovová      | Andreea Chițuová     | Priscilla Gnetová    |
| B | volný los             | Mareen Krähová        | Jaana Sundbergová    | Priscilla Gnetová    | Priscilla Gnetová    |
| B | volný los             | Mareen Krähová        | Jaana Sundbergová    | Priscilla Gnetová    | Priscilla Gnetová    |
| B | Jaana Sundbergová     | Jaana Sundbergová     | Jaana Sundbergová    | Priscilla Gnetová    | Priscilla Gnetová    |
| B | Ilse Heylenová        | Jaana Sundbergová     | Jaana Sundbergová    | Priscilla Gnetová    | Priscilla Gnetová    |
| B | Priscilla Gnetová     | Priscilla Gnetová     | Priscilla Gnetová    | Priscilla Gnetová    | Priscilla Gnetová    |
| B | Agata Perencová       | Priscilla Gnetová     | Priscilla Gnetová    | Priscilla Gnetová    | Priscilla Gnetová    |
| B | Marija Bujoková       | Darja Skrypniková     | Priscilla Gnetová    | Priscilla Gnetová    | Priscilla Gnetová    |
| B | Darja Skrypniková     | Darja Skrypniková     | Priscilla Gnetová    | Priscilla Gnetová    | Priscilla Gnetová    |
| C | volný los             | Majlinda Kelmendiová  | Majlinda Kelmendiová | Majlinda Kelmendiová | Majlinda Kelmendiová |
| C | volný los             | Majlinda Kelmendiová  | Majlinda Kelmendiová | Majlinda Kelmendiová | Majlinda Kelmendiová |
| C | Oleksandra Starkovová | Oleksandra Starkovová | Majlinda Kelmendiová | Majlinda Kelmendiová | Majlinda Kelmendiová |
| C | Tihea Topolovecová    | Oleksandra Starkovová | Majlinda Kelmendiová | Majlinda Kelmendiová | Majlinda Kelmendiová |
| C | Joana Ramosová        | Joana Ramosová        | Roni Švarcová        | Majlinda Kelmendiová | Majlinda Kelmendiová |
| C | Katri Kakková         | Joana Ramosová        | Roni Švarcová        | Majlinda Kelmendiová | Majlinda Kelmendiová |
| C | Roni Švarcová         | Roni Švarcová         | Roni Švarcová        | Majlinda Kelmendiová | Majlinda Kelmendiová |
| C | Maria Ertlová         | Roni Švarcová         | Roni Švarcová        | Majlinda Kelmendiová | Majlinda Kelmendiová |
| D | volný los             | Annabelle Euranieová  | Annabelle Euranieová | Annabelle Euranieová | Majlinda Kelmendiová |
| D | volný los             | Annabelle Euranieová  | Annabelle Euranieová | Annabelle Euranieová | Majlinda Kelmendiová |
| D | Lizaveta Rasanovová   | Karolina Pieńkowská   | Annabelle Euranieová | Annabelle Euranieová | Majlinda Kelmendiová |
| D | Karolina Pieńkowská   | Karolina Pieńkowská   | Annabelle Euranieová | Annabelle Euranieová | Majlinda Kelmendiová |
| D | Odette Giuffridaová   | Odette Giuffridaová   | Evelyne Tschoppová   | Annabelle Euranieová | Majlinda Kelmendiová |
| D | Žanna Stankevyčová    | Odette Giuffridaová   | Evelyne Tschoppová   | Annabelle Euranieová | Majlinda Kelmendiová |
| D | Larisa Florianová     | Evelyne Tschoppová    | Evelyne Tschoppová   | Annabelle Euranieová | Majlinda Kelmendiová |
| D | Evelyne Tschoppová    | Evelyne Tschoppová    | Evelyne Tschoppová   | Annabelle Euranieová | Majlinda Kelmendiová |